# Fleabag (opera teatrale)
Fleabag è una commedia della drammaturga inglese Phoebe Waller-Bridge, debuttata ad Edimburgo nel 2013. Pur essendo a tutti gli effetti un monologo, l'autrice ha insistito sul fatto che Fleabag non sia un one-woman-show, bensì un'opera teatrale.

## Trama
Dopo la morte dell'amica e socia in affari, Fleabag si ritrova a gestire da sola il bar sul tema porcellini d'India che dirigeva con la giovane, che si era suicidata accidentalmente nel tentativo di attirare l'attenzione del fidanzato che l'aveva tradita. In difficoltà economiche, Fleabag  si trova a chiedere un prestito alla banca, che le viene respinto. Sempre più arrabbiata e instabile dopo la morte dell'amica Boo, Fleabag continua a tradire il fidanzato finché il ragazzo, esasperato, non la lascia definitivamente. Molto precaria è anche la relazione con la sorella, esacerbata dal fatto che il cognato abbia tentato a più riprese di sedurla, e con il padre, sempre più assente dalla morte della moglie e madre della protagonista, e ora in procinto di sposarsi con la madrina delle figlie. Dopo un ennesimo litigio con la famiglia, Fleabag riesce a rivelare a sé stessa e al pubblico che dietro al suo comportamento autodistruttivo c'è il senso di colpa per avere causato la morte di Boo: è lei infatti la donna con cui il fidanzato l'aveva tradita, spingendo l'amica a un gesto disperato per cercare di farlo sentire in colpa.

## Rappresentazioni e adattamenti

### Storia delle rappresentazioni
Fleabag è debuttato all'Edinburgh Fringe nell'agosto del 2013 e dopo le recensioni molto positive fu riproposto al Soho Theatre di Londra nel settembre dello stesso anno. Ancora una volta acclamato da critica e pubblico, Fleabag fu riproposto al Soho Theatre nella primavera del 2014. In tutte e tre le messe in scena Vicky Jones curava la regia e la stessa Waller-Bridge interpretava la protagonista. Dopo il successo dell'omonima serie televisiva, Phoebe Waller-Bridge è tornata ad interpretare Fleabag a teatro, questa volta nell'Off Broadway di New York dal marzo all'aprile del 2019; per la sua interpretazione, l'autrice e attrice ha vinto il Theatre World Award ed è stata candidata al Drama Desk Award. Dopo l'accoglienza altrettanto positiva della seconda stagione dell'adattamento televisivo, Fleabag è tornato sulle scene londinesi, questa volta nel più capiente Whyndhman's Theatre del West End per un mese di rappresentazioni sold out nell'estate 2019.
A partire dal 10 aprile 2020 e per le due settimane successive, Fleabag è stato disponibile in streaming su Amazon Prime Video e sul sito internet del Soho Theatre per raccogliere fondi a favore di enti impegnati nel contrasto della pandemia di COVID-19 e di associazioni teatrali in difficoltà a causa della pandemia. 

### Adattamento televisivo
La BBC Three ed Amazon Studios hanno co-prodotto un adattamento televisivo omonimo della pièce nel 2016. Phoebe Waller-Bridge tornò ad interpretare l'eponima protagonista, oltre a curare la sceneggiatura. Il testo teatrale fu espanso per i sei episodi della prima serie ed i personaggi solo menzionati a teatro apparivano invece dal vero nella serie. Accanto a Waller-Bridge nel cast recitavano anche il premio Oscar Olivia Colman nel ruolo della matrigna e Hugh Skinner in quello dello storico fidanzato Harry. La serie ebbe un grande successo e la rivista Telegraph l'ha inserito tra le cento migliori serie televisive prodotte dalla BBC. Nel 2019 è uscita una seconda stagione.